# شارلوت ديباندا
شارلوت ديباندا (بالفرنسية: Charlotte Dipanda)‏ (ولدت في 1985، في ياوندي الكاميرون) مغنية بوب أفريقية من الكاميرون، أغانيها باللغة الفرنسية. كما تتحدث بطلاقة لغتي «بكاكا» و«دولا».

## السيرة الذاتية
أصدرت ديباندا تسجيلها الأول برفقة عازف الجيتار جينوت هينز. والذي أُطلق في عام 2002. حيث استطاع موسيقار جمهورية الكونغو الديمقراطية لوكوا كانزا مراقبة موهبتها في جلسة غنائية حية في نادي ياوندي. ثم انتقلت إلى فرنسا وبها عملت مع المطرب الكونغولي بابا ويمبا.

## تسجيلاتها الموسيقية
الألبومات
- 2002 Ndando Jeannot Hens ft شارلوت ديباندا
- 2008 Mispa

1. Bwel
2. To Be Nde Na
3. Mbasan
4. Ndutu Ndema
5. Longue
6. Ala Wone
7. Elle
8. Eyaya
9. Mispa
10. Ndando
11. Mbebi
12. Encore une fois

- 2011 Dube I'am

1. Toma me
2. Coucou
3. (Bodimbea (feat. Richard Bona
4. Kumbe elolo
5. Mouane diob
6. Soma loba
7. Na nde
8. (We nde ndja (feat. Jacob Desvarieux
9. Sona ndolo
10. Mukusa
11. Maria
12. Mot a idika
13. Mboa
14. Mouanyang

- 2015 Massa

1. (Ndolo Bukatè (Un peu d'amour
2. (Aléa Mba (Soutiens-mo
3. (Laka Mba (Pardonnez-moi
4. (Massa (Introspection)
5. Elle n'a pas vu
6. (Na Bia Tè (Si je savais
7. (Amore (Audio
8. Alanè Mba (Emmène-moi
9. (Kénè So (Aller de l'avant
10. (Lena (Fille du Sahel

## روابط خارجية
- شارلوت ديباندا على موقع ميوزك برينز (الإنجليزية)